# 田園調布

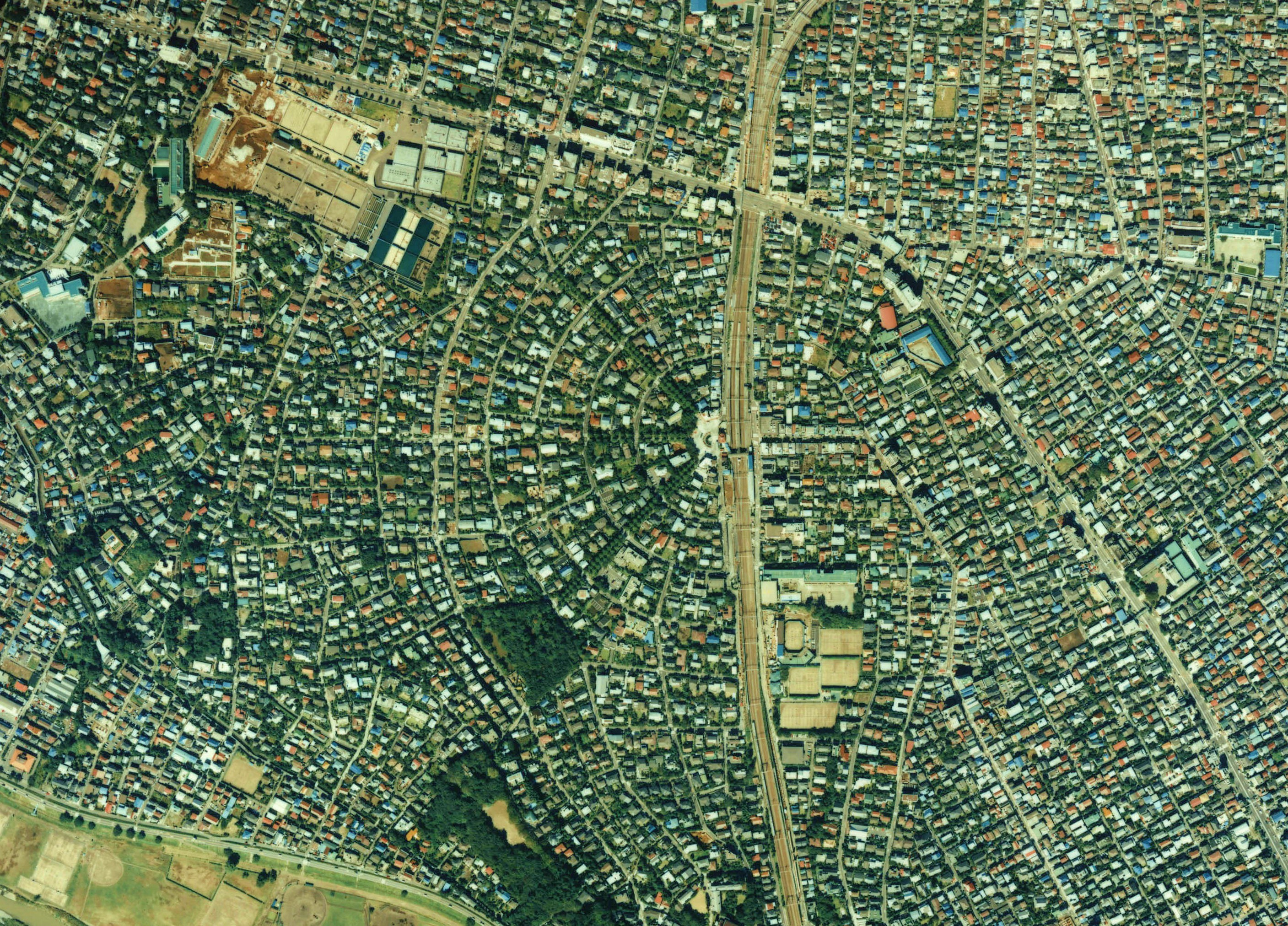
田園調布的空中照圖（1989年攝影）。
圖片中央是田園調布站，可見以車站為圓心的同心圓狀道路。車站西側一帶行道樹等樹木眾多。

田園調布（日语：／ Denen chōfu */?）是日本東京都大田區的町名，位於大田區最西端，鄰接世田谷區最南端，為日本知名的高級住宅區。郵遞區號為145-0071。

## 簡介
1918年（大正7年），實業家澀澤榮一以「開發理想的住宅地『田園都市』」為目的，成立田園都市株式會社，1923年（大正12年）8月開始陸續交屋。大部分地區屬於「第一種低層住居專用地域」與第2種風致地區，為東京知名的高級住宅區。
現在的行政地名為大田區田園調布、田園調布本町，田園調布南；原本舊大森區的「田園調布」，相當於今日大田區田園調布南側。此外，相鄰的世田谷區玉川田園調布，也是與田園調布一體的住宅區。

## 範圍
現在的大田區田園調布為一丁目至五丁目一帶，一般所說的高級住宅街「田園調布」，大約是田園調布站西側扇狀道路的大田區田園調布三丁目與四丁目一帶。田園調布一丁目與二丁目面對國分寺崖線的地區，和田園調布四丁目及五丁目面對多摩川的國分寺崖線附近，過去大宅邸林立。現在成為散在多摩川站周邊斜坡地區的公寓群。
表記為田園調布的地區有，田園調布站周邊由田園都市株式會社銷售的地區，與周邊地主組成土地區劃整理組合、配合前者銷售所發展的住宅區。前者大約是現在的二丁目一部分（田園調布站東側）、三丁目、四丁目一部與玉川田園調布。一丁目、二丁目一部分、四丁目一部分、五丁目、南、本町是土地區劃整理組合所開發的住宅區。前者的大田區部分，其町內會為社團法人田園調布會。
大田區田園調布在昭和30年代初實施住居表示變更，從原來的一丁目至五丁目改為一丁目至七丁目。1970年（昭和45年）進行地番改正，中原街道北側的田園調布三丁目至七丁目重編為一丁目至五丁目，中原街道與東海道新幹線、品鶴線（現橫須賀線）所圍繞的田園調布二丁目改為田園調布本町，鐵路路廊南側的田園調布一丁目改為田園調布南。
大田區田園調布境內，有東急東橫線與目黑線的田園調布站，與此兩線加上東急多摩川線的多摩川站（多摩川線始發站），田園調布本町則有東急多摩川線沼部站。

## 歷史

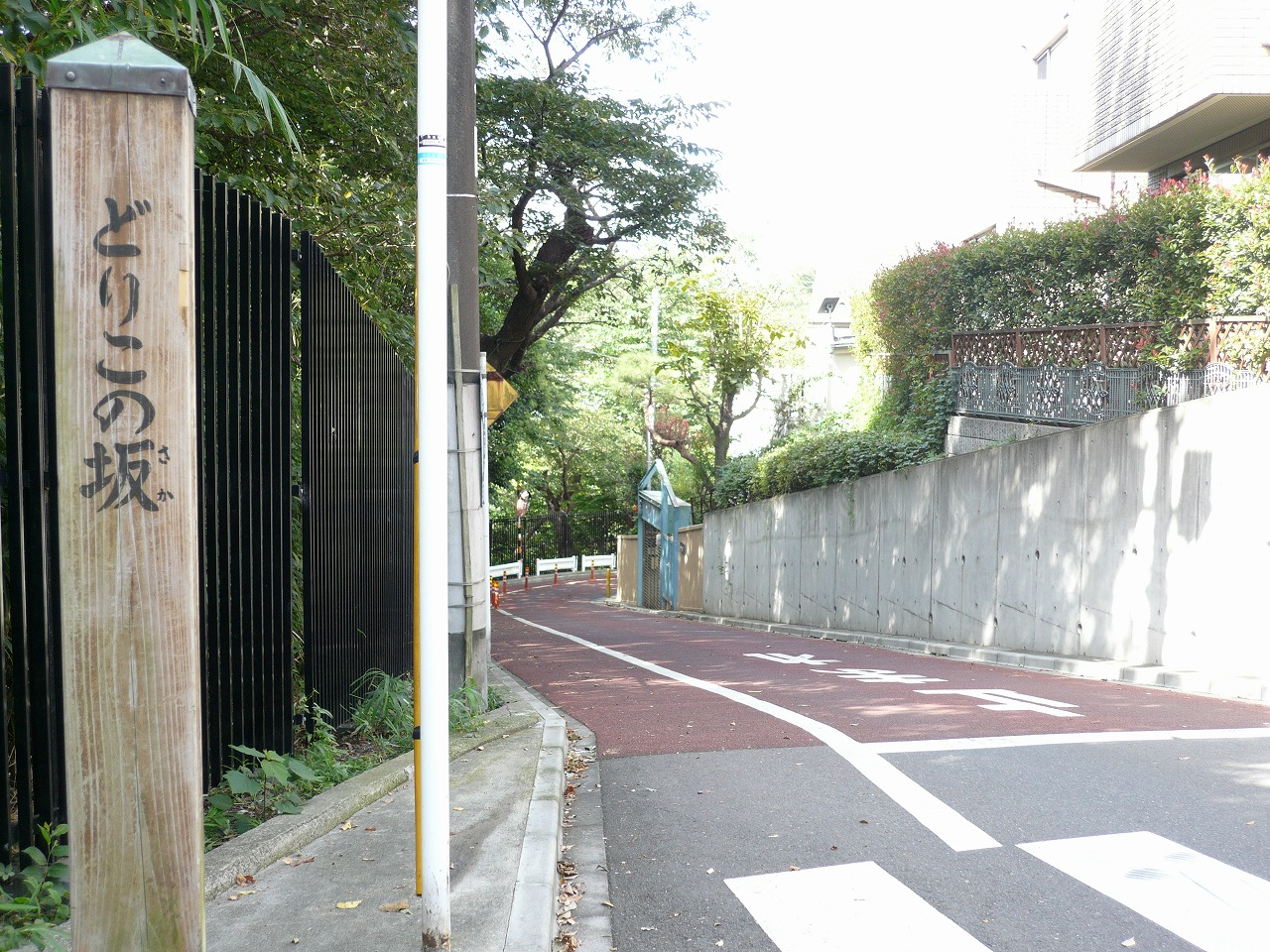
DORIKONO坂

### 調布村誕生以前
- 4世紀開始建造寶萊山古墳，到6世紀為止形成包括龜甲山古墳等十多座古墳的田園調布古墳群。
- 多摩川沿岸在奈良時代上繳布料（租庸調中的「調」，所上繳的布料稱為「調布」），此為調布的由來。
- 鎌倉時代，多摩川淺間神社創立。
- 江戶時代，成立上沼部，下沼部2村。現在的田園調布本町，田園調布南在古文獻中屬荏原郡沼部鄉。
- 1889年（明治22年） 調布村成立。

隨著市町村制公布與實施，荏原郡鵜之木、嶺、上沼部、下沼部4村合併成立調布村。

### 田園都市會社成立至東調布町誕生
- 1918年（大正7年） 田園都市株式會社（日语：田園都市 (企業)）成立。
- 1922年（大正11年）
  - 6月　田園都市株式會社在荏原郡內洗足、大岡山、調布村、玉川村一帶開發的理想郊外住宅地「洗足田園都市」開始出售。
  - 7月　目黑蒲田電鐵成立（田園都市株式會社的鐵道部門獨立為子公司）
- 1923年（大正12年）
  - 3月　目蒲線的目黑－丸子（後來的「沼部站」）間開通，「調布站」開業。同年11月全線通車。
  - 8月　現在的田園調布以「田園都市多摩川台」的名稱開始出售。
- 1925年（大正14年） 調布村分為5區，田園都市地域為獨立一區。
- 1926年（大正15年） 「調布站」更名為「田園調布站」。
- 1928年（昭和3年） 調布村施行町制施行，為「東調布町」。

當時東京府內有北多摩郡調布町（現調布市），為了避免與既存的調布町重複而冠上「東」，為「東調布町」。

### 編入東京市以後
- 1932年（昭和7年） 編入東京市，成立東京市大森區田園調布。

東調布町大字下沼部成立田園調布一丁目 - 三丁目，大字上沼部成立田園調布四丁目。此外，田園都市內的舊玉川村地域成立世田谷區玉川田園調布。這次第一次有稱為「田園調布」的行政地名。
- 1943年（昭和18年） 東京施行都制，田園調布為東京都大森區田園調布。
- 1947年（昭和22年） 大森區與蒲田區合併成立大田區，為東京都大田區田園調布。
- 1960年（昭和35年） 進行地號調整，田園調布一丁目 - 四丁目重編為田園調布一丁目 - 七丁目。
- 1970年（昭和45年）  施行住居表示制度，町的邊界、地名、地號重編。

中原街道北側的田園調布三丁目 - 七丁目成立田園調布一丁目 - 五丁目，中原街道以南的田園調布二丁目成立田園調布本町，田園調布一丁目成立田園調布南。

## 地名

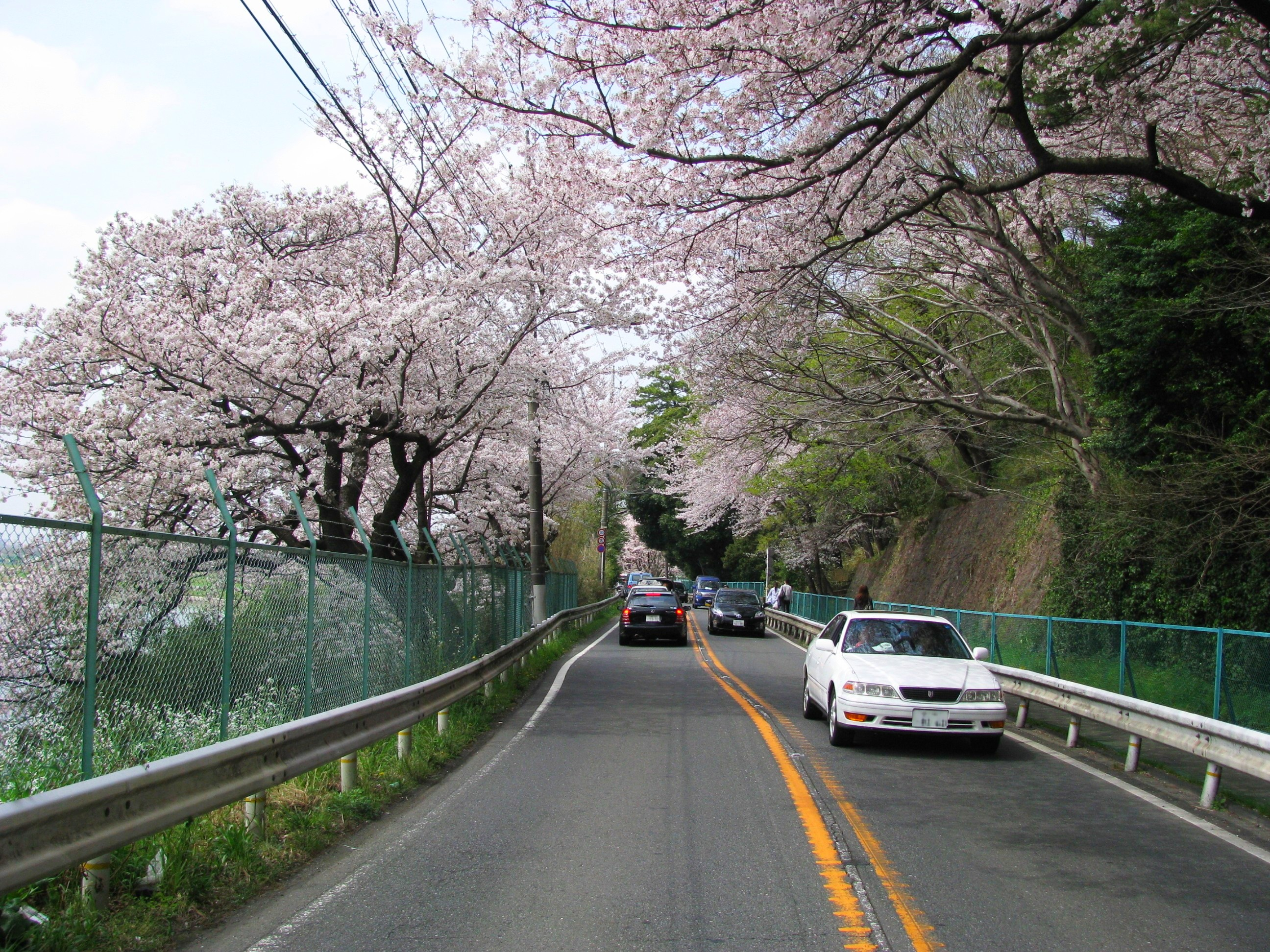
櫻花綻放的東京都道11號大田調布線

本地過去屬於上沼部村與下沼部村，1889年（明治22年）與鵜之木村、峰村合併成立「調布村」。
作為住宅地的「田園調布」起源是，1923年（大正12年）田園都市會社開始出售「田園都市多摩川台」。售地多屬調布村，一部分屬玉川村。
同樣1923年，目蒲線開通，「調布站」開業。站名因位於「調布村」村內而得名。
1926年（大正15年）1月，東急電鐵以此地打造為田園都市為由，將上述站名冠上「田園」，為「田園調布站」。此時出售地一般稱為「調布田園都市」，同年5月創立的町內會組織「田園調布會」，其條款第1條「本會稱為田園調布會，由調布田園都市地域內居住者所組成。」。後來，站名「田園調布」逐漸變為廣域地名，最初是指田園都市會社所出售的地域（現在大田區田園調布二丁目一部分、三丁目、四丁目一部分、世田谷區玉川田園調布一丁目、二丁目），後來也逐漸將相鄰的下沼部一帶合稱為「田園調布」。
1928年（昭和3年） 調布村實施町制，為「東調布町」。
1932年（昭和7年） 編入東京市，田園調布的東調布町町內，原上沼部成立大森區田園調布一丁目 - 四丁目。原玉川村成立世田谷區玉川田園調布。這是首次有稱為「田園調布」的行政地名。
同樣以調布命名的有東京都調布市，兩者不相鄰。

## 設施
1950年在田園調布南開校的東京都立大田高等學校，在1953年2月改稱為東京都立田園調布高等學校。
田園調布學園中等部、高等部前身是1926年開校的調布女學校。戰後改制為調布中學校、調布高等學校，2004年4月改為現在的校名。校地雖在世田谷區東玉川，但與田園調布間只相隔環八通り，最近站是東急東橫線、目黑線的田園調布站。
警察署與消防署，最初名為「東調布警察署」、「東調布消防署」，1987年（昭和62年）12月警察署改稱「田園調布警察署」，1994年（平成6年）11月1日消防署改稱「田園調布消防署」。 雖然田園調布警察署位於田園調布一丁目，但田園調布消防署所在地是雪谷大塚町。此外，還冠上田園調布的設施有「田園調布郵便局」，所在地為南雪谷。警察署、消防署、郵便局三者皆位於中原街道與環八通的交差點「田園調布陸橋」附近。

### 周邊環境

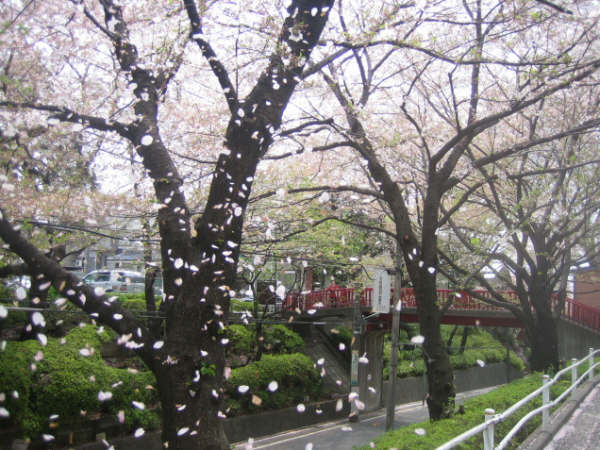
飄落的櫻花

此地在開發時是日本都市以社會中堅為導向的新興住宅區，其良好的住宅環境使得評價逐漸上升，此外因位在國分寺崖線穩固的地盤上，關東大地震後吸引許多都心民眾移入。開發當初，車站西側的扇狀街區種植銀杏，打造為「高級住宅區」。1926年（大正15年）成立的地方自治會「社團法人田園調布會」，對住宅的新建改造提出嚴格的限制，努力維持環境。根據田園調布會，田園調布是「日本第一個有計畫的進行開發、出售的庭園都市」。
東急東橫線、目黑線多摩川站東側的田園調布一丁目，有一座約3萬平方公尺的田園調布潺潺公園（舊多摩川園遊園地一部分），多摩川站西側至多摩川河岸之間的一丁目至四丁目，有一座約6萬6千平方公尺的多摩川台公園，另外三丁目有大正時代末期整備的寶來公園，加上第2種風致地區的建築限制，營造了良好的居住環境。
田園調布一丁目，二丁目的主要區劃道路路旁種植櫻花木。在學校始業式的季節，路旁滿開的櫻花形成櫻花公路，花期綻放的櫻花形成美麗的景色。
戰後，長嶋茂雄等多位名人移居此地。

### 過去存在的設施
多摩川園遊園地
1925年（大正14年），田園調布一丁目的「多摩川園遊園地」開園，昭和30年代的年觀光客超過90萬人，但因休閒走向多樣化與財政困難，於1979年（昭和54年）閉園。舊址曾作為網球俱樂部，現在分割為田園調布潺潺公園與宗教設施。
田園競技場
田園調布二丁目的田園調布小學校南側，原為慶應義塾大學棒球部的棒球場，1936年（昭和11年），一部分改建為多功能體育館「田園競技場」，其餘土地改為「田園網球倶樂部」。當時田園競技場為網球台維斯盃場地，並舉行演唱會、摔角、拳擊等大型活動，後因設施老化，1989年（平成元年）拆除。現已改建為公寓。
調布淨水場
調布淨水場原來在田園調布三丁目多摩川台公園南側。淨水場水源來自多摩川的調布取水堰，但因水質惡化，1967年（昭和42年）廢止。舊址與相鄰的舊東急「松籟荘」建地整建為多摩川台公園。此外玉川田園調布也曾有頗具規模的玉川淨水場，也因水質惡化而停止。
巨人軍多摩川運動場
巨人軍多摩川運動場位於田園調布四丁目多摩川台公園虹橋下。1955年（昭和30年），讀賣巨人租借國有地，作為農場的據點、練習場，並設有讀賣樂園新設施，1998年（平成10年）歸還。現在是作為開放給一般民眾的棒球場。
玉川溫室村
以田園調布五丁目為中心，包含四丁目、玉堤一丁目等多摩川與丸子川之間的低地。1930年代，以康乃馨、甜豌豆為主，進行花卉、高級水果的栽培，最盛時期其溫室農園面積超過4公頃。但在戰後隨著住宅開發，溫室數量逐漸減少，現在僅剩下少數農園存在。這也是玉堤一丁目的東急巴士站「玉川溫室村」的由來。

## 相關事件
- 田園調布站事件：2004年6月24日，韓國人武裝扒竊集團在東急東橫線田園調布站犯下強盗傷害事件，造成民眾受傷。集團成員在激烈抵抗後遭到逮捕。

## 知名住戶

### 現在的住戶
- 石原慎太郎 - 作家，前東京都知事
- 五木宏 - 歌手
- 犬丸一郎 - 帝國飯店社長
- 牛尾治朗 - 優志旺（ウシオ電機）會長，前經濟同友會代表幹事
- 梅澤富美男 - 演員
- 小林善紀 - 漫畫家
- 小山實稚惠 - 鋼琴家
- 真田勢津子 - 演員
- 曾野綾子 - 作家，三浦朱門之妻
- 鳥羽博道 - 羅多倫咖啡（Doutor coffee）會長、創立者
- 中井貴一 - 演員
- 長嶋茂雄 - 讀賣巨人終身名譽監督
- 袴間滿緒 - 放送作家
- 鳩山由紀夫 - 政治家，前内閣總理大臣
- 松浦勝人 - 愛貝克思集團控股社長
- 三浦朱門 - 作家，前文化廳長官，日本藝術院院長，作家曾野綾子之夫

### 過去的住戶
- 澀澤秀雄 - 實業家、文化人。擔任田園都市株式會社取締役打造此地。
- 矢野恒太 - 實業家、醫師。第一生命保險創業者。給田的舊住居保存為蒼梧紀念館。
- 石川達三 - 作家
- 石坂浩二 - 演員
- 石坂洋次郎 - 作家
- 猪熊弦一郎 - 西洋畫家
- 桶谷繁雄 - 冶金學者，評論家
- 五十嵐喜芳 - 男高音歌手
- 長谷川才次 - 記者。時事通信社代表取締役。
- 高峰三枝子 - 女優
- 一番瀬康子 - 社會福祉學者。日本女子大學名譽教授。
- 中內功 - 大榮前社長、會長、創辦人。在事業不振的晩年售出。
- 曉照子 - 歌手
- 霧島昇 - 歌手
- 木暮實千代 - 女演員
- 有馬稻子 - 女演員
- 折口雅博 - Goodwill集團前會長，因醜聞而售出。
- 日高澄子 - 女演員
- 佐田啓二 - 演員
- 橫井英樹 - 新日本飯店
- 河野一英 - 注册会计师、大東文化大學名譽教授

### 腳註
1. 1 2 3  .   [2013-08-19]. （原始内容存档于2014-02-18）.
2. ↑  『新・土地のグランプリ 日本で唯一の土地格付け 2009-2010年版』講談社、2009年3月25日
3. ↑  .   [2013-08-19]. （原始内容存档于2013-08-13）.
4. ↑  『東京土地のグランプリ 2012-2013 最新版』講談社 2012年3月15日
5. ↑  『高級住宅街の真実 セオリー2008 vol.2』講談社  2008年3月25日
6. ↑  『土地のグランプリ マンション立地編』講談社 2010年1月25日
7. ↑  田園調布的地盤穩固度在首都圏中名列前茅 - 地盤の強さをネット上で見て，調べる （页面存档备份，存于）
8. ↑  関東大震災後，受災的都心富裕階級逐漸移至此地。 - 東京の高級住宅街，住むならどこがベスト／日本一のブランド力を誇る「田園調布」 （页面存档备份，存于）
9. ↑  『日本の私鉄 東京急行電鉄』每日新聞社  2011年1月30日
10. ↑  『世田谷の歴史と文化』世田谷区立郷土資料館 2005年3月31日

### 文獻
- 『郷土誌 田園調布』社団法人田園調布会、2000年。
- 福島富士子、「田園調布の計画の変遷について」『都市計画論文集』 1997年 32巻 p.55-60, doi:10.11361/journalcpij.32.55
- Oshima, Ken Tadashi. . Journal of the Society of Architectural Historians (University of California Press). 1996-01-01, 55 (2): 140–151. JSTOR 991116. doi:10.2307/991116.